# Another Opus
Another Opus è il sesto album di Lem Winchester, pubblicato dalla Prestige Records nel 1960.
L'edizione originale del disco originale conteneva i primi cinque brani (di un'unica session d'incisione), mentre il sesto, "Lid Flippin'" venne inciso nella session con l'organista John Hammond Smith (ottobre 1960) e fu aggiunto in alcune pubblicazioni più recenti su CD.

## Tracce
1. Another Opus – 6:31 (Lem Winchester) – Registrato il 4 giugno del 1960 in Englewood Cliffs, N.J..
2. Blues Prayer – 10:37 (Lem Winchester) – Registrato il 4 giugno del 1960 in Englewood Cliffs, N.J..
3. The Meetin' – 5:48 (Oliver Nelson) – Registrato il 4 giugno del 1960 in Englewood Cliffs, N.J..
4. Like Someone in Love – 6:30 (Jimmy Van Heusen, Johnny Burke) – Registrato il 4 giugno del 1960 in Englewood Cliffs, N.J..
5. Both Barrels – 4:56 (Lem Winchester) – Registrato il 4 giugno del 1960 in Englewood Cliffs, N.J..
6. Lid Flippin' – 5:14 (Johnny Hammond Smith) – Registrato il 14 ottobre del 1960.

## Musicisti
Nei brani 01, 02, 03, 04 & 05
- Lem Winchester - vibrafono
- Frank Wess - flauto, sassofono tenore
- Hank Jones - pianoforte
- Eddie Jones - contrabbasso
- Gus Johnson - batteria

Nel solo brano 06
- Lem Winchester - vibrafono
- John Hammond Smith - organo, leader
- Eddie McFadden - chitarra
- Wendell Marshall - contrabbasso
- Bill Erskine - batteria